# South Australian Open gennaio 1972
Il South Australian Open del gennaio 1972 è stato un torneo di tennis giocato sull'erba. È stata la 1ª edizione del Torneo di Adelaide, che fa parte del Commercial Union Assurance Grand Prix 1972 e dei Tornei di tennis femminili indipendenti nel 1972. Il torneo si è giocato ad Adelaide in Australia dal 17 al 23 gennaio 1972.

## Campioni

### Singolare maschile
Alex Metreveli ha battuto in finale  Kim Warwick con il punteggio di 6–3, 6–3, 7–6

### Doppio maschile
John Cooper /  Colin Dibley hanno battuto in finale  Alex Metreveli /  Ross Case con il punteggio di 6–7 6–2 7–6 4–6 6–0

### Singolare femminile
Evonne Goolagong ha battuto in finale  Ol'ga Morozova con il punteggio di 7–6, 6–3

### Doppio femminile
Evonne Goolagong /  Ol'ga Morozova hanno battuto in finale  Marilyn Tesch /  Kerry Ballard con il punteggio di 6–3, 6–0